# 福基斯专区
福基斯专区（希臘語：Περιφερειακή ενότητα Φωκίδας）是希臘中希臘大區西南部的一個专区。面積为2,120平方公里，2011年人口40,343人。首府阿姆菲萨。

## 行政
在2011年的地方政府改革中，所有州份被取消，原福基斯州整体改为福基斯专区。福基斯专区下分为2个市镇（括号内为地图中的数字）：
- 德尔斐（1）
- 佐里扎（2）